# پاهالاکانده باوولانا
پاهالاکانده باوولانا (به لاتین: Pahalakande Bavulana) یک منطقهٔ مسکونی در سری‌لانکا است که در استان مرکزی (سری‌لانکا) واقع شده‌است.